# Klenovnik, Braničevo
Klenovnik (Кленовник) este un sat situat în partea de est a Serbiei, în Districtul Braničevo. Aparține administrativ de comuna Požarevac. La recensământul din 2002 localitatea avea 904 locuitori.